# Grand Prix-wegrace van Tsjecho-Slowakije 1981
De Grand Prix-wegrace van Tsjecho-Slowakije 1981 was de veertiende en laatste Grand Prix van het wereldkampioenschap wegrace-seizoen 1981. De races werden verreden op 30 augustus 1981 op de Masaryk-Ring nabij Brno. De Grand Prix kostte het leven aan de Franse coureur Alain Béraud.

## Algemeen
De Grand Prix van Tsjecho-Slowakije werd eigenlijk om des keizers baard gereden, omdat alle wereldtitels al beslist waren. Dat gold echter niet voor de 100.000 Oost-Duitse fans, die waren gekomen om de West-Duitse coureur Toni Mang aan te moedigen. In totaal waren er ongeveer 200.000 toeschouwers, maar ze kregen slechts vier klassen aangeboden. Opvallende afwezige was Ricardo Tormo. Die had Ángel Nieto verweten op vakantie te zijn gegaan toen hij zijn 125cc-wereldtitel binnenhad en vond zelfs dat het publiek in Tsjecho-Slowakije er recht op had de wereldkampioenen aan de start te zien. Nu bleek hij zelf ook op vakantie te zijn. Terwijl Mang twee klassen wist te winnen, had Patrick Fernandez juist een pechweekend: zowel in de 250- als de 350cc-race viel hij met zijn Bartol-racers uit. 

## 350 cc
In de 350cc-race was Toni Mang oppermachtig. Na twee ronden had hij al 20 seconden voorsprong op Jean-François Baldé. Mang ging iets rustiger te rijden om voor het publiek wat meer spanning te creëren, maar dat werkte niet. Daarop besloot hij te proberen de wedstrijd met een minuut voorsprong te winnen en dat werkte wel: Hij won met bijna anderhalve minuut voorsprong. Baldé werd tweede en nam daarmee ook de tweede plaats in het wereldkampioenschap over van Jon Ekerold, die al lange tijd geblesseerd was. Ekerolds Solo-racers werden in deze laatste race van het seizoen door andere rijders ingezet. Zijn reservemotor werd bestuurd door Gustav Reiner, die er derde mee werd. De andere machine was tien dagen eerder verkocht aan Wolfgang von Muralt die vierde werd. Jacques Cornu reed voor het eerst sinds zijn zware crash tijdens de TT van Assen en werd vijfde.

### Uitslag 350 cc
| Pos | Coureur             | Merk          | Tijd     | Punten |
| --- | ------------------- | ------------- | -------- | ------ |
| 1   | Toni Mang           | Kawasaki      | 48"42'77 | 15     |
| 2   | Jean-François Baldé | Kawasaki      | +1"23'95 | 12     |
| 3   | Gustav Reiner       | Solo          | +1"39'49 | 10     |
| 4   | Wolfgang von Muralt | Solo          | +1"42'29 | 8      |
| 5   | Jacques Cornu       | Yamaha        | +1"43'46 | 6      |
| 6   | Mar Schouten        | Yamaha        | +1"44'06 | 5      |
| 7   | Reino Eskelinen     | Yamaha        | +1"44'70 | 4      |
| 8   | Martin Wimmer       | Yamaha        | +1"48'02 | 3      |
| 9   | René Delaby         | Yamaha        | +1"48'02 | 2      |
| 10  | Paolo Ferretti      | Yamaha        | +1"51'20 | 1      |
| 11  | Tony Head           | Yamaha        | +2"01'62 |        |
| 12  | Graeme Geddes       | Bimota-Yamaha | +2"26'26 |        |
| 13  | Attilio Riondato    | Yamaha        | +3"26'26 |        |
| 14  | Claude Berger       | Yamaha        | +3"26'70 |        |
| 15  | Roger Sibille       | Yamaha        | +3"27'04 |        |
| 16  | Franz Kaserer       | Yamaha        | +3"35'10 |        |
| 17  | Herbert Hauf        | Yamaha        | +3"59'17 |        |
| 18  | Rinus van Kasteren  | Yamaha        | +4"23'62 |        |
| 19  | N. Crota            | Yamaha        | +1 ronde |        |
| 20  | Arpád Juhos         | Yamaha        | +1 ronde |        |
| DNF | Patrick Fernandez   | Bartol        | Motor    |        |

### Top 10 WK-eindstand 350 cc
| Pos. | Coureur             | Motorfiets        | Ptn. |
| ---- | ------------------- | ----------------- | ---- |
| 1    | Toni Mang           | Kawasaki          | 103  |
| 2    | / Jon Ekerold       | Solo              | 52   |
| 3    | Jean-François Baldé | Kawasaki          | 49   |
| 4    | Patrick Fernandez   | Bimota-Yamaha     | 46   |
| 5    | Carlos Lavado       | Yamaha            | 41   |
| 6    | Keith Huewen        | Yamaha            | 29   |
| 7    | Thierry Espié       | Bimota-Yamaha     | 24   |
| 8    | Jacques Cornu       | Yamaha            | 20   |
| 9    | Eric Saul           | Chevallier-Yamaha | 18   |
| 10   | Graeme McGregor     | Yamaha            | 14   |

## 250 cc
Omdat Roland Freymond door versnellingsbakproblemen met zijn reservemotor moest starten, had Paolo Ferretti nu de snelste Ad Maiora. Zo snel, dat hij zelfs even Toni Mang passeerde, maar die stelde al snel orde op zaken en won de 250cc-race met een voorsprong van een minuut. Freymond werd wel tweede, voor Jean-Louis Tournadre, terwijl Ferretti uiteindelijk slechts zesde werd. Tijdens de race viel Alain Béraud, maar hij kon meteen opstaan en verder rijden. Twee kilometer verder reed hij op volle snelheid in de vangrail, waarschijnlijk omdat bij zijn eerdere val zijn remmen defect waren geraakt. Hij had een schedelbasisfractuur en overleed op donderdag 3 september.

### Uitslag 250 cc
| Pos | Coureur                | Merk          | Tijd     | Punten |
| --- | ---------------------- | ------------- | -------- | ------ |
| 1   | Toni Mang              | Kawasaki      | 42"43'25 | 15     |
| 2   | Roland Freymond        | Ad Maiora     | +26'24   | 12     |
| 3   | Jean-Louis Tournadre   | Bimota-Yamaha | +29'35   | 10     |
| 4   | Didier de Radiguès     | Yamaha        | +29'90   | 8      |
| 5   | Roger Sibille          | Yamaha        | +40'20   | 6      |
| 6   | Paolo Ferretti         | Ad Maiora     | +40'65   | 5      |
| 7   | Jean-Louis Guignabodet | Kawasaki      | +40'96   | 4      |
| 8   | Martin Wimmer          | Yamaha        | +49'52   | 3      |
| 9   | Jean-François Baldé    | Kawasaki      | +49'91   | 2      |
| 10  | Siegfried Minich       | Bartol        | +1"12'18 | 1      |
| 11  | Bruno Kneubühler       | Rotax         | +1"13'85 |        |
| 12  | Franco Marcheggiani    | Yamaha        | +1"14'25 |        |
| 13  | Jacques Cornu          | Yamaha        | +1"29'31 |        |
| 14  | Guy Batesti            | Yamaha        | +1"31'91 |        |
| 15  | André Gouin            | Yamaha        | +1"37'86 |        |
| 16  | Manfred Obinger        | Yamaha        | +1"38'25 |        |
| 17  | Karl-Thömas Grassel    | Yamaha        | +1"38'94 |        |
| 18  | Pierre Tocco           | Yamaha        | +1"39'15 |        |
| 19  | Walter Villa           | Yamaha        | +2"00'49 |        |
| 20  | Pier Paolo Bianchi     | MBA           | +2"00'75 |        |
| 21  | Jean-Jacques Peyre     | Yamaha        | +2"12'24 |        |
| 22  | August Auinger         | Rotax         | +2"13'57 |        |
| 23  | Gerhard Singer         | Yamaha        | +2"40'56 |        |
| 24  | Eero Hyvärinen         | Yamaha        | +2"41'28 |        |
| 25  | Graeme Geddes          | Yamaha        | +2"56'84 |        |
| 26  | Bohumil Staša          | Yamaha        | +2"56'84 |        |
| 27  | Steve Williams         | Yamaha        | +3"24'65 |        |
| 28  | Peter Balaz            | Yamaha        | +3"26'87 |        |
| DNS | Patrick Fernandez      | Bartol        | Motor    |        |
| DNF | Peter Looijesteijn     | Rotax         | Opgave   | Opgave |
| DNF | Alain Béraud           | Yamaha        | (†)      | (†)    |

### Top 10 WK-eindstand 250 cc
| Pos. | Coureur                | Motorfiets    | Ptn. |
| ---- | ---------------------- | ------------- | ---- |
| 1    | Toni Mang              | Kawasaki      | 160  |
| 2    | Jean-François Baldé    | Kawasaki      | 95   |
| 3    | Roland Freymond        | Ad Maiora     | 72   |
| 4    | Carlos Lavado          | Yamaha        | 56   |
| 5    | Patrick Fernandez      | Bimota-Yamaha | 43   |
| 6    | Jean-Louis Guignabodet | Kawasaki      | 36   |
| 7    | Jean-Louis Tournadre   | Bimota-Yamaha | 34   |
| 8    | Martin Wimmer          | Yamaha        | 33   |
| 9    | Didier de Radiguès     | Yamaha        | 26   |
| 10   | Richard Schlachter     | Yamaha        | 25   |

## 50 cc
Ricardo Tormo was al wereldkampioen in de 50cc-klasse, maar de strijd om de tweede plaats was nog open. Slechts één punt scheidde Stefan Dörflinger en Theo Timmer. In de race moest Dörflinger zijn fabrieks-Van Veen-Kreidler al na 500 meter aan de kant zetten, terwijl Timmer met overmacht won, voor Giuseppe Ascareggi en Reiner Kunz. 

### Uitslag 50 cc
| Pos | Coureur             | Merk              | Tijd       | Punten     |
| --- | ------------------- | ----------------- | ---------- | ---------- |
| 1   | Theo Timmer         | Bultaco           | 38"40'14   | 15         |
| 2   | Giuseppe Ascareggi  | Minarelli         | +12'09     | 12         |
| 3   | Reiner Kunz         | Van Veen-Kreidler | +25'00     | 10         |
| 4   | Hagen Klein         | Kreidler          | +26'56     | 8          |
| 5   | Hans-Jürgen Hummel  | Sachs             | +39'05     | 6          |
| 6   | Rolf Blatter        | Kreidler          | +57'88     | 5          |
| 7   | Claudio Lusuardi    | Moto Villa        | +1"31'35   | 4          |
| 8   | George Looijesteijn | Kreidler          | +1"44'77   | 3          |
| 9   | Günter Schirnhofer  | Kreidler          | +1"49'59   | 2          |
| 10  | Kasimir Rapczynski  | Kreidler          | +1"49'97   | 1          |
| 11  | Rainer Scheidhauer  | Kreidler          | +2"09'07   |            |
| 12  | Jos van Dongen      | Kreidler          | +2"09'39   |            |
| 13  | Yves Dupont         | Kreidler          | +2"10'61   |            |
| 14  | Zbynek Havdra       | Kreidler          | +2"41'87   |            |
| 15  | Klaus Kull          | Kreidler          | +3"19'49   |            |
| 16  | Reiner Koster       | Kreidler          | +3"43'63   |            |
| 17  | Chris Baert         | Kreidler          | +1 ronde   |            |
| 18  | Zbynek Havdra Jr    | Kreidler          |            |            |
| 19  | Henk van Kessel     | Van Veen-Kreidler |            |            |
| 20  | Mika-Sakari Kumo    | Kreidler          |            |            |
| 21  | Dirk van der Donckt | Kreidler          |            |            |
| 22  | Bedrich Fendrich    | Juventa           |            |            |
| DNF | Stefan Dörflinger   | Van Veen-Kreidler | Ontsteking | Ontsteking |

### Top 10 WK-eindstand 50 cc
| Pos. | Coureur             | Motorfiets                 | Ptn. |
| ---- | ------------------- | -------------------------- | ---- |
| 1    | Ricardo Tormo       | Bultaco                    | 90   |
| 2    | Theo Timmer         | Bultaco                    | 65   |
| 3    | Stefan Dörflinger   | Van Veen-Kreidler          | 51   |
| 4    | Hans-Jürgen Hummel  | Sachs                      | 43   |
| 5    | Hagen Klein         | Van Veen-Kreidler/Kreidler | 40   |
| 6    | Rolf Blatter        | Kreidler                   | 39   |
| 7    | Henk van Kessel     | Kreidler/Van Veen-Kreidler | 36   |
| 8    | Giuseppe Ascareggi  | Minarelli                  | 28   |
| 9    | Claudio Lusuardi    | Moto Villa                 | 23   |
| 10   | George Looijesteijn | Kreidler                   | 21   |

## Zijspannen
Toen de zijspanklasse van start ging hadden de toeschouwers nog geen enkele spannende race gezien, maar tegen de verwachting in bood Alain Michel tot in de laatste bocht weerstand aan Rolf Biland. In de laatste bocht botsten hun combinaties zelfs tegen elkaar en toen Biland als eerste de streep passeerde was het verschil nog geen vijf meter. Een halve minuut later kwam Derek Jones pas over de finish, nadat hij zijn derde positie zwaar had bevochten met Werner Schwärzel. 

### Uitslag zijspannen
| Pos | Coureur          | Bakkenist        | Merk          | Tijd     | Punten |
| --- | ---------------- | ---------------- | ------------- | -------- | ------ |
| 1   | Rolf Biland      | Kurt Waltisperg  | LCR-Yamaha    | 39"11'30 | 15     |
| 2   | Alain Michel     | Michael Burkhard | Seymaz-Yamaha | 39"12'05 | 12     |
| 3   | Derek Jones      | Brian Ayres      | Ireson-Yamaha | 39"46'12 | 10     |
| 4   | Werner Schwärzel | Andreas Huber    | Seymaz-Yamaha |          | 8      |
| 5   | Masato Kumano    | Kunio Takeshima  | LCR-Yamaha    |          | 6      |
| 6   | Egbert Streuer   | Charles Vroegop  | LCR-Yamaha    |          | 5      |
| 7   | Mick Boddice     | Chas Bircks      | Yamaha        |          | 4      |
| 8   | Jesco Höckert    | Thomas Riedel    | Busch-Yamaha  |          | 3      |
| 9   | Gérald Corbaz    | Yvan Hunziker    | Yamaha        |          | 2      |
| 10  | Patrick Thomas   | Harry Hoffmann   | Seymaz-Yamaha |          | 1      |

### Top 10 WK-eindstand zijspanklasse
| Pos. | Coureur          | Bakkenist                                                                                   | Motorfiets           | Ptn. |
| ---- | ---------------- | ------------------------------------------------------------------------------------------- | -------------------- | ---- |
| 1    | Rolf Biland      | Kurt Waltisperg                                                                             | LCR-Yamaha           | 127  |
| 2    | Alain Michel     | Michael Burkhardt                                                                           | Seymaz-Yamaha        | 106  |
| 3    | Jock Taylor      | Benga Johansson                                                                             | Fowler-Windle-Yamaha | 87   |
| 4    | Derek Jones      | Brian Ayres                                                                                 | Ireson-Yamaha        | 53   |
| 5    | Werner Schwärzel | Andreas Huber                                                                               | Seymaz-Yamaha        | 51   |
| 6    | Masato Kumano    | Kunio Takeshima                                                                             | LCR-Yamaha           | 40   |
| 7    | Michel Vanneste  | Serge Vanneste                                                                              | Seymaz-Yamaha        | 26   |
| 8    | Egbert Streuer   | Bernard Schnieders, Johan van der Kaap, Kenneth Williams, Raimo Leppänen en Charles Vroegop | LCR-Yamaha           | 24   |
| 9    | Mick Boddice     | Chas Birks                                                                                  | Yamaha               | 20   |
| 10   | Trevor Ireson    | Clive Pollington                                                                            | Ireson-Yamaha        | 18   |

## Trivia
Na Bernard Schnieders, Johan van der Kaap, Kenneth Williams en Raimo Leppänen reed Egbert Streuer met zijn vijfde bakkenist in één seizoen: Charles Vroegop, de voormalige bakkenist van de gestopte Cees Smit. 
1928 · 1929 · 1950 · 1951 · 1952 · 1954 · 1955 · 1956 · 1957 · 1958 · 1959 · 1960 · 1961 · 1962 · 1963 · 1964 · 1965 · 1966 · 1967 · 1968 · 1969 · 1970 · 1971 · 1972 · 1973 · 1974 · 1975 · 1976 · 1977 · 1978 · 1979 · 1980 · 1981 · 1982 · 1983 · 1984 · 1985 · 1986 · 1987 · 1988 · 1989 · 1990 · 1991